# Club Atlético Adelante
Club Atlético Adelante este un club de fotbal din argentina cu sediul în Reconquista, Provincia Santa Fe.Echipa susține meciurile de acasă pe Stadionul 10 de Enero cu o capacitate de 10.000 de locuri.